# Nhồi nhét thông tin đăng nhập
Nhồi nhét thông tin đăng nhập hay nhồi nhét thông tin xác thực (tiếng Anh: credential stuffing) là một dạng tấn công mạng, trong đó kẻ tấn công thu thập thông tin đăng nhập bị đánh cắp – thường là danh sách tên người dùng hoặc địa chỉ email kèm theo mật khẩu (chủ yếu được lấy từ các vụ rò rỉ dữ liệu) – sau đó sử dụng chúng để truy cập trái phép vào tài khoản người dùng trên các hệ thống khác. Quá trình này được thực hiện thông qua các yêu cầu đăng nhập tự động trên quy mô lớn nhằm vào một ứng dụng web. Không giống như bẻ khóa thông tin xác thực, các cuộc tấn công nhồi nhét thông tin xác thực không cố gắng sử dụng kỹ thuật brute force hoặc đoán mật khẩu. Thay vào đó, kẻ tấn công chỉ đơn giản tự động hóa quá trình đăng nhập với số lượng lớn (hàng nghìn đến hàng triệu) cặp thông tin xác thực đã bị lộ trước đó, bằng cách sử dụng các công cụ tự động hóa web tiêu chuẩn như Selenium, cURL, PhantomJS hoặc các công cụ chuyên biệt cho loại tấn công này như Sentry MBA, SNIPR, STORM, Blackbullet và Openbullet.
Các cuộc tấn công nhồi nhét thông tin xác thực có thể xảy ra do nhiều người dùng tái sử dụng cùng một cặp tên đăng nhập/mật khẩu trên nhiều website khác nhau. Một khảo sát cho thấy có 81% người dùng đã sử dụng lại mật khẩu trên ít nhất hai website, và 25% người dùng sử dụng cùng một mật khẩu cho phần lớn tài khoản của họ. Năm 2017, Ủy ban Thương mại Liên bang Hoa Kỳ (FTC) đã đưa ra một khuyến nghị, đề xuất các biện pháp mà các công ty cần thực hiện để chống lại nhồi thông tin xác thực, chẳng hạn như yêu cầu có mật khẩu đủ an toàn và bảo vệ hệ thống trước các cuộc tấn công. Theo Shuman Ghosemajumder, cựu giám đốc mảng chống gian lận nhấp chuột của Google, các cuộc tấn công nhồi thông tin xác thực thường có tỷ lệ thành công lên đến 2%, nghĩa là với một triệu thông tin đăng nhập bị đánh cắp, kẻ tấn công có thể chiếm đoạt hơn 20.000 tài khoản. Tạp chí Wired cho rằng cách tốt nhất để bảo vệ khỏi kiểu tấn công này là sử dụng mật khẩu độc lập cho mỗi tài khoản (chẳng hạn như mật khẩu được tạo tự động bởi trình quản lý mật khẩu), kích hoạt xác thực hai yếu tố và yêu cầu các công ty phát hiện cũng như ngăn chặn các cuộc tấn công kiểu vậy.

## Rò rỉ thông tin đăng nhập
Rò rỉ thông tin đăng nhập, còn được gọi là rò rỉ thông tin xác thực hoặc rò rỉ dữ liệu, xảy ra khi các cá nhân hoặc nhóm không được phép truy cập trái phép vào thông tin đăng nhập nhạy cảm do tổ chức lưu trữ. Các thông tin này thường bao gồm tên người dùng, địa chỉ email và mật khẩu. Hậu quả của rò rỉ thông tin xác thực có thể nghiêm trọng, khiến người dùng đối mặt với nhiều rủi ro như đánh cắp danh tính, gian lận tài chính và xâm nhập trái phép vào tài khoản.
Các cuộc tấn công nhồi thông tin xác thực được coi là một trong những mối đe dọa hàng đầu đối với các ứng dụng web và di động do số lượng lớn các vụ rò rỉ dữ liệu. Chỉ trong năm 2016, hơn ba tỷ thông tin đăng nhập đã bị rò rỉ từ các vụ rò rỉ dữ liệu trực tuyến.